# Wenche Foss
Eva Wenche Steenfeldt Foss (Christiania, 5 de dezembro de 1917 - Oslo, 28 de março de 2011) foi uma atriz de cinema, teatro e televisão norueguesa.